# Rising Sun (Montana)
Pour les articles homonymes, voir Rising Sun.
Le Rising Sun est une aire touristique située le long de la route Going-to-the-Sun Road dans le parc national de Glacier dans l’État du Montana aux États-Unis. 
La zone accueille un camping, un magasin, un restaurant et un motel, le Rising Sun Motor Inn. Il est possible de faire des balades en bateaux sur le lac St. Mary, qui est le second lac en taille du parc. 
La Roes Creek Campground Camptender's Cabin est une cabane en rondins inscrite au Registre national des lieux historiques depuis le 4 avril 1996.